# Wat Ton Chan

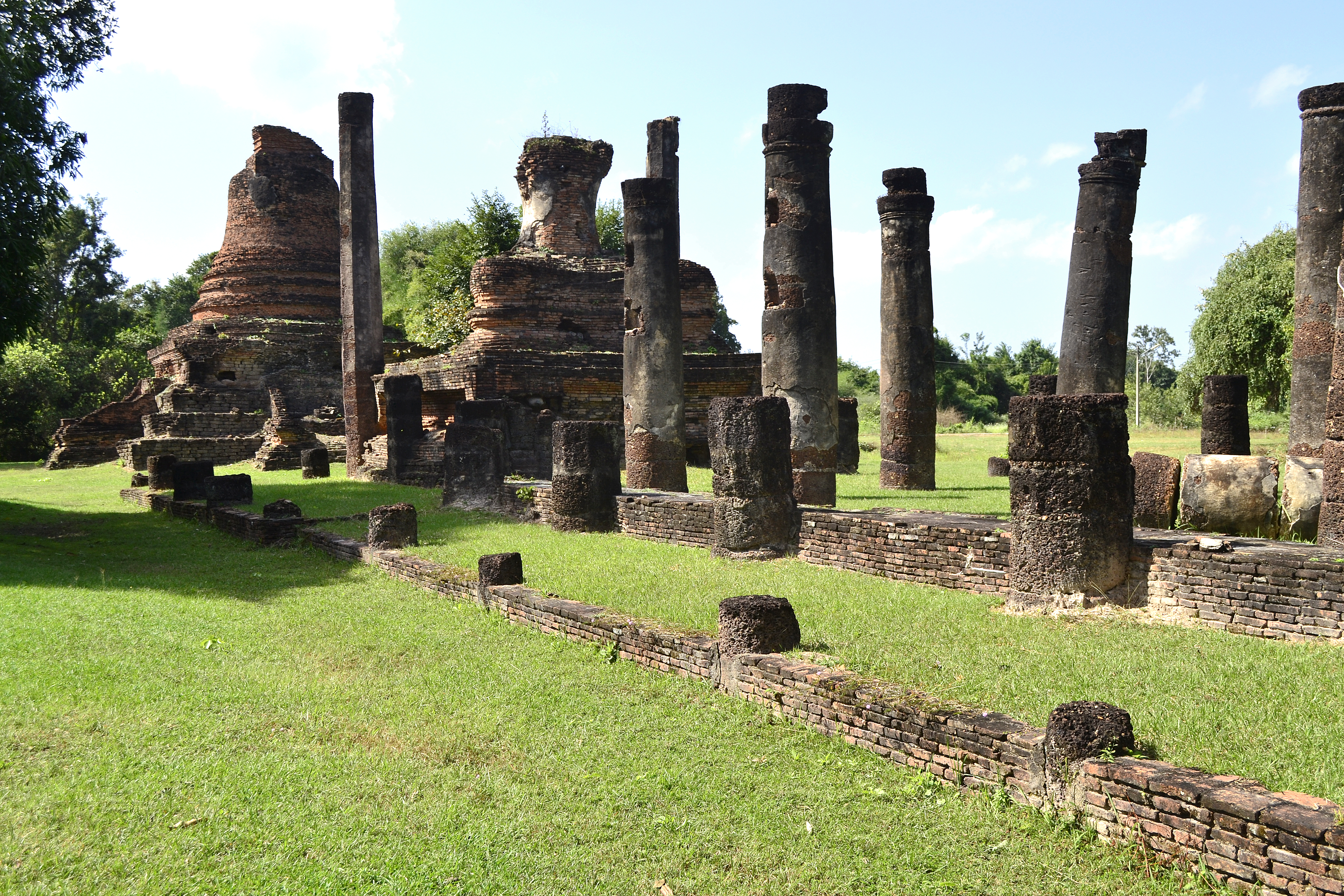
Wat Ton Chan
(Zustand: Dezember 2013)

Wat Ton Chan (thailändisch วัดต้นจันทร์, deutsch: „Tempel des Sandelholzbaums“) ist der Name der Ruine einer ehemaligen buddhistischen Tempelanlage (Wat) im Süden der historischen Altstadt von Sukhothai im UNESCO-Weltkulturerbe Geschichtspark Sukhothai in Thailand.

## Lage

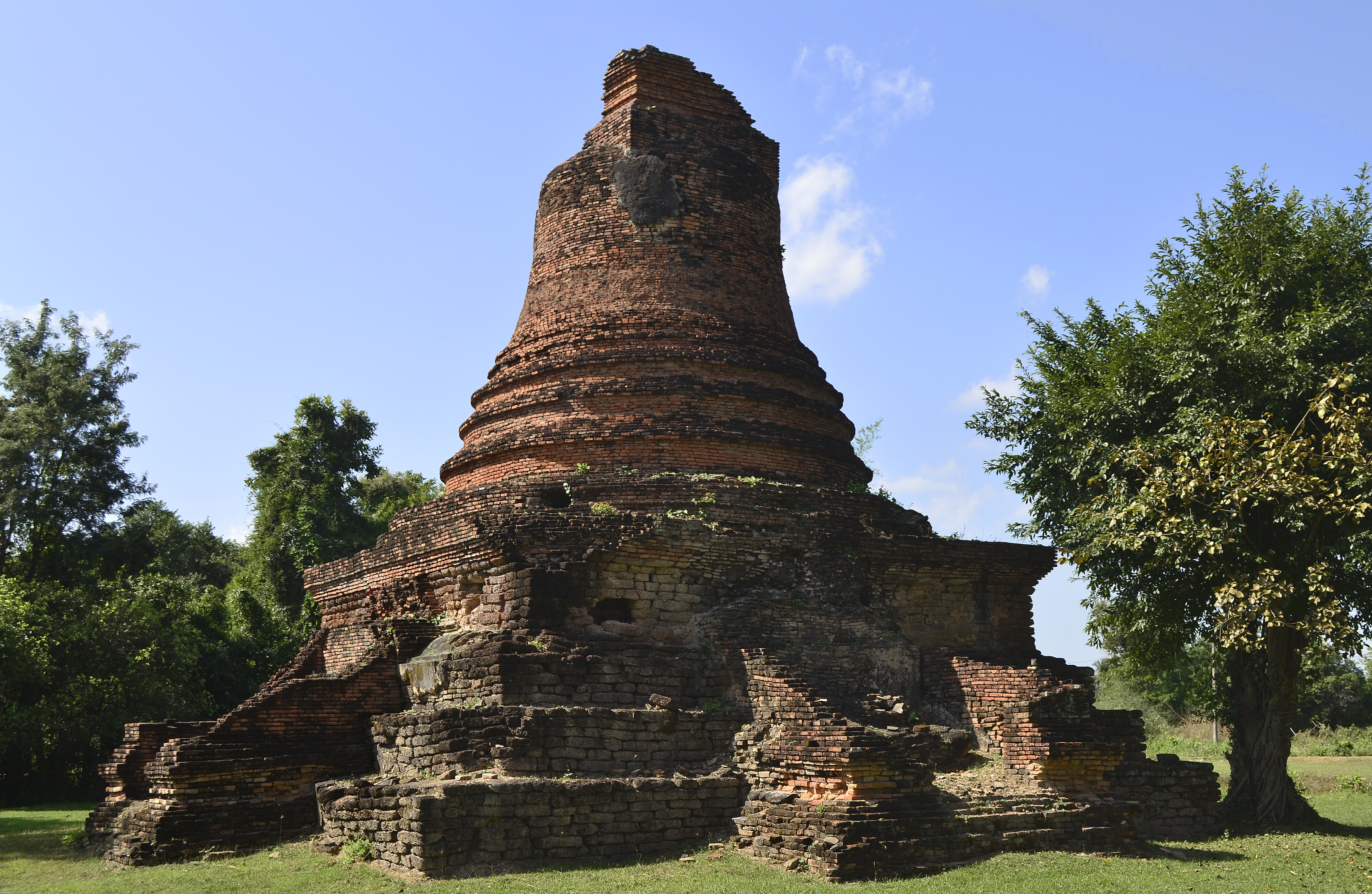
Chedi des Wat Ton Chan
(Zustand: Dezember 2013)

Wat Ton Chan befindet sich etwas abgelegen von den Hauptwegen im Süden der Altstadt von Sukhothai, gut einen Kilometer Luftlinie außerhalb des südlichen Stadttores („Pratu Namo“, „Namo Gate“). Die nächstgelegenen Tempelanlagen sind Wat Kon Laeng (gut 600 Meter nordwestlich), Wat Asokaram (knapp 500 Meter nordöstlich), Wat Wihan Thong (gut 450 Meter ostsüdöstlich) und Wat Phrangmen (rund 600 Meter nordnordöstlich).

## Beschreibung und Datierung

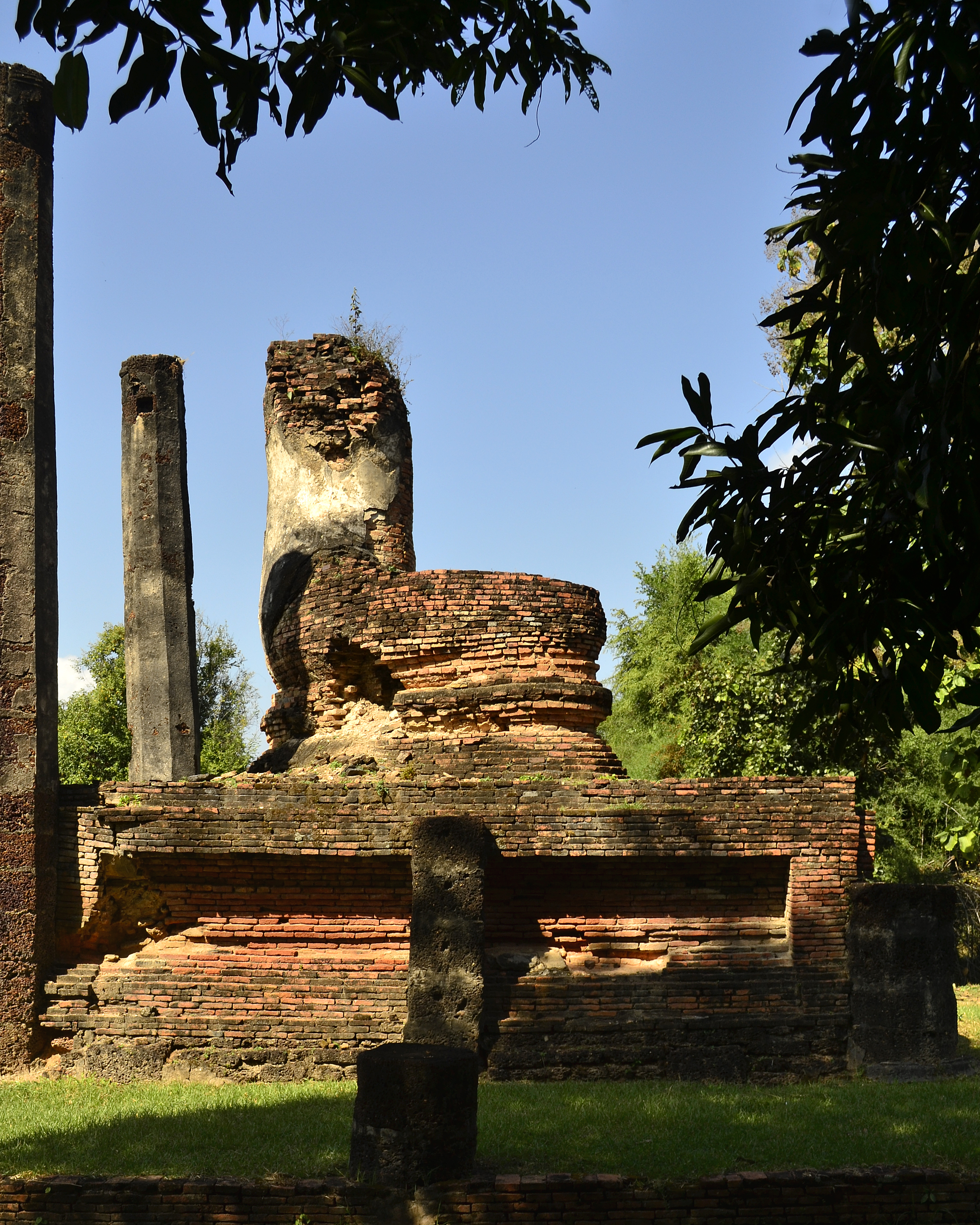
Sitzende Buddhaskulptur im Wihan
(Zustand: Dezember 2013)

Das rezente Erscheinungsbild besteht aus einem Haupt-Chedi, einer Versammlungshalle (Wihan) und den Basen von zwei untergeordneten Chedis. Das ganze Ensemble wurde von einem zehn Meter durchmessenden Graben umgeben.
Der glockenförmigen, aus Ziegelsteinen konstruierte Haupt-Chedi ruht auf einer sich dreistufig verjüngenden, quadratischen Basis aus Laterit von 15 Metern Seitenlänge. Auf jeder Seite findet sich eine in die Basis integrierte Vorhalle. In diesen Hallen befanden sich einst sitzende Buddhastatuen mit dem Gestus der Zurückweisung des Dämonen Mara und seiner Versuchungen.
Der Wihan besteht aus einer Ziegelkonstruktion mit oktogonalen und runden Lateritsäulen. Er misst 20 mal 40 Meter und war an den Seitenfronten von umlaufenden, ebenfalls mit Laterit gestützten Portiken umgeben. An seinem westlichen Ende befindet sich auf einem Podest die Ruine einer sitzenden Buddhaskulptur, deren Kopf nicht mehr vorhanden ist.
Auf Grund der Verwendung von oktogonalen Säulen und der Proportionen des Wihan kann die Tempelanlage auf das späte 14. Jahrhundert datiert werden.